# Indonesische Beachhandball-Nationalmannschaft der Frauen
Die indonesische Beachhandball-Nationalmannschaft der Frauen repräsentiert die Indonesia Handball Association (Asosiasi Bola Tangan Indonesia) (IHA) als Auswahlmannschaft auf internationaler Ebene bei Länderspielen im Beachhandball gegen Mannschaften anderer nationaler Verbände.
Eine Nationalmannschaft der Juniorinnen als Unterbau wurde bislang nicht aufgestellt. Das männliche Pendant ist die Indonesische Beachhandball-Nationalmannschaft der Männer.

## Geschichte
Indonesien ist neben Thailand, Vietnam, Philippinen und Singapur eine von bislang nur fünf Nationen der Region Südostasien, die eine Nationalmannschaft für Frauen im Beachhandball aufgestellt hat.
Bislang wurde die Mannschaft nur zweimal, zu den Asian Beach Games 2008 auf Bali im heimischen Indonesien und anschließend noch einmal 2010 in Maskat, Oman aufgestellt, wo das Team den vorletzten und letzten Platz belegte. Anders als die Männermannschaft, die bei denselben Turnieren antrat, wurde die Frauen-Nationalmannschaft seitdem nicht wieder reaktiviert, während die Männer im Rahmen der Asienmeisterschaften 2019 auf die internationale Bühne zurückgekehrt waren. Die Rückkehr auf die internationale Bühne passierte drei Jahre später im Rahmen der Südostasien-Meisterschaften 2022 in Bangkok, wo die Mannschaft die Bronzemedaille gewinnen konnte.

## Teilnahmen
| World Games - 2001: nicht eingeladen - 2005: nicht eingeladen - 2009: nicht eingeladen - 2013: nicht qualifiziert - 2017: nicht qualifiziert - 2022: nicht qualifiziert World Beach Games - 2019: nicht qualifiziert - 2023: qualifiziert | Weltmeisterschaften - 2004: nicht qualifiziert - 2006: nicht qualifiziert - 2008: nicht qualifiziert - 2010: nicht qualifiziert - 2012: nicht qualifiziert - 2014: nicht qualifiziert - 2016: nicht qualifiziert - 2018: nicht qualifiziert - 2020: nicht qualifiziert - 2022: nicht qualifiziert | Asienmeisterschaften - 2004: keine Teilnahme - 2013: keine Teilnahme - 2015: keine Teilnahme - 2017: keine Teilnahme - 2019: keine Teilnahme - 2022: keine Teilnahme - 2023: Details Südostasien-Meisterschaften - 2017: keine Teilnahme - 2020: ausgefallen - 2022: 3. | Asian Beach Games - 2008: 8. - 2010: 5. - 2012: keine Teilnahme - 2014: keine Teilnahme - 2016: keine Teilnahme - 2023: |

- ABG 2008: Aprilia Anisah • Suspita Leni • Gusti Ayu Megawati • Mamangkey Meylani • Lumipato Mieske • Atia Rika • Ni Made Ari Wahyuni • Salwah Syti Yuni[1]

- ABG 2010: Kader aktuell unbekannt

- SOAM 2022: Sherly Nurbani Achmad • Dhea Alfiona • Nayla Zarifa Anjani • Rika Atia • Azka Kamila Aufanashira • Ervina • Angky Natasya Mahadewi • Aina Dheanda Putri • Vera Nanda Safitri • Intan Dwi Wulandari[2]

- AM 2023: Dhea Alfiona • Ervina • Angky Natasya Mahadewi • Putri Aisah Maharani • Sri Nurlinda • Aina Dheanda Putri • Putri Adelya Rahmat • Vera Nanda Safitri • Adelyna Kayla Saskia • Intan Dwi Wulandari[3]

## Trainer
| Cheftrainer - 2023: Toni Kjær | Co-Trainer - 2023: Dwichandra Hariwibowo |